# 노아 신더가드
노아 세스 신더가드(Noah Seth Syndergaard, 1992년 8월 29일 ~ )는 전  미국의 야구 선수다. 2010년 드래프트 1라운드 38순위로 토론토 블루제이스에 입단, 2012년 뉴욕 메츠로 트레이드되었다. 2015년 메이저리그 데뷔 후 팀을 대표하는 선발투수로 자리매김했다. 2016년 메이저리그 올스타에 뽑혔다.